# Lutzomyia readyi
Lutzomyia readyi är en tvåvingeart som beskrevs av Ryan L. 1986. Lutzomyia readyi ingår i släktet Lutzomyia och familjen fjärilsmyggor. Inga underarter finns listade i Catalogue of Life.